# Parascolia tenebrifera
Parascolia tenebrifera är en fjärilsart som beskrevs av George Francis Hampson 1914. Parascolia tenebrifera ingår i släktet Parascolia och familjen björnspinnare. Inga underarter finns listade i Catalogue of Life.